# محمد محمود علوان
الشيخ محمد محمود علوان (1912 م- 1970) تولّى منصب شيخ مشايخ الطرق الصوفية بقرار جمهوري سنة 1378هـ – 1957م خلفا للسيد أحمد الصاوي العمراني. يرجع نسبه للإمام أحمد بن علوان المدفون بيفرس اليمنية من نسل الإمام علي بن أبي طالب. انتخب عضواً بمجلس النواب دورتي عام 1945م وعام 1950م.

## إسهامات
- تسيير طريق الزقازيق-القاهرة المار من بلدة بردين إلى بلبيس لكى يرتبط بطريق القاهرة إلى الإسماعيلية (المعاهدة)، وطريق ميت حمل الزقازيق.
- إنشاء الدور الثالث بمستشفى بلبيس الأميرى، وله دور بارز ببناء مستشفى الصدر ببلبيس (حيث أعاد توجيه أموال لمصلحة شخصية لمصلحة عامة).
- ملجأ أيتام للبنات.
- كان يولى التعليم عناية فائقة حيث ساعد على إنشاء أول مدرسة ثانوية للبنين والبنات، وكانتا أول مدرستين تم بنائهما على مستوى محافظة الشرقية بعد الزقازيق (العاصمة)، إنشاء مدرسة بلبيس الابتدائية القديمة ومدرسة بزان الابتدائية ومدرسة سامى فتحى الإعدادية ومدرسة الإعدادية بنات، حيث كانت المدارس بالزقازيق فقط.
- قام بتجديد شبكة الإنارة الجديدة التي كان يرجع إنشاؤها لعام 1937م.
- ساهم في إنشاء الحمامات والمغاسل للأهالى بعدما كان تستخدم مياه ترعة الإسماعيلية للشرب وللاستحمام بها.
- عنى في عهده بتطوير الطرق الصوفية، من محاربة المنحرفين والتأكد من شرعية الذكر، وجعل الموالد للذكر والوعظ والإرشاد وإطعام الفقراء والمساكين وابن السبيل ومراعاة كبار السن والعجزة. وإنشاء مجلة الإسلام والتصوف، ووضع مشروع قانون منظم للطرق الصوفية.

## مواقف
- تقديم استجواب ضد الملك فاروق عام 1948م. لتفضيل الحكومة بناء كوبرى فريال لربط بساتين الملك بطريق المعاهدة على إقامته بأول بلدة غيتة.
- قام بالحفاظ على مابقى من أرض مسجد الكبير (مسجد المعز للدين "الشيخ المنسي") حالياً التي كان مقام عليها المسجد الذي تحول لمقلب قمامة وسوق، وتم الاستيلاء على معظم أرضه، وطالب الشيخ الباقورى بإنشاء مسجد على مابقى وإقامة مسجد وضريح الشيخ المنسى.
- حشد أول مؤتمر شعبي للثورة على مستوى الجمهورية ببلبيس، وكانت تلك الوقفة المجردة عن أي غرض في ذلك، وكان أول مؤتمر لتوزيع عقود تمليك للأراضى على الفلاحين، وقد طالب الرئيس جمال عبد الناصر بإقامة مصنع لتوفير فرص عمالة ببلبيس، فكان مصنع الجوت ببلبيس.

## حياته
تولى منصب شيخ مشايخ الطرق الصوفية عام 1957م، كان بيته مقصد من حين لآخر للرئيس جمال عبد الناصر والسادات وعبد الحكيم عامر وبعض رجال الثورة، والرئيس محمد حسنى مبارك (نقيباً حين ذاك). وقد قام بدور الوساطة بين الرئيس عبد الناصر والأنبا كيرلس، عندما حدث بينهما اختلاف، وقام بالمصالحة أيضاً بين رئيس السودان إسماعيل الأزهرى والثورة. ومنَّ الله عليه بمحبه العديدين بدءاً من أحمد ماهر باشا (رئيس وزراء مصر) ومحمود فهمى باشا النقراشى (رئيس وزراء مصر) وإبراهيم باشا عبد الهادي (رئيس وزراء مصر) وجعفر باشا وإلى ورؤساء مصر والمهندس سيد مرعى واللواء مدكور أبوالعز (مدير الكلية الجوية)، وعلى الصعيد الخارجي الزعيم الهندي نهرو والرئيس القبرصى مكاريوس والملك محمد الخامس والزعيم المغربي عبد الكريم الخطابى، والملك إدريس السنوسى وزاره بمنزله ببلبيس. ومنَّ الله عليه استخدامه لقضاء حوائج الكثير من الناس.وقد وافته المنية 1970م، ومنَّ الله عليه بموكب مهيب لتشييعه للقاء بارئه. وقد شارك جده الشيخ أحمد علوان مع بعض مريديه الزعيم أحمد عرابى بموقعه التل الكبير.